# Пауль Гоффманн (1881)
Не плутати з іншим генерал-майором Паулем Гоффманном!
Пауль Гоффманн (нім. Paul Hoffmann; 12 вересня 1881, Штутгарт — 5 травня 1945, Дома) — німецький офіцер, генерал-майор вермахту.

## Біографія
22 березня 1900 року вступив в армію, служив в артилерії. Учасник Першої світової війни. Після демобілізації армії залишений в рейхсвері. 31 січня 1930 року звільнений у відставку. 1 лютого 1933 року вступив в земельну оборону як цивільний службовець командування 1-го військового округу. З 1 жовтня 1933 року — офіцер земельної оборони, служив в штабі інспекції поповнення Алленштайна. З 5 березня 1935 року — офіцер служби комплектування. З 1 квітня 1939 року — навчальний директор в Алленштайні.
З 26 серпня 1939 року — командир 217-го артилерійського полку. З 15 листопада 1940 року — артилерійський командир 103. З 12 травня 1941 року — польовий комендант 189. 1 червня 1941 року зарахований на дійсну службу. В 1942 році — комендант Миколаєва. 30 червня 1942 року відправлений в резерв ОКГ. З 23 жовтня по 24 листопада 1942 року — генерал для особливих доручень в управлінні вищого польового командування на Донці. З грудня 1942 року — польовий комендант 457. 10 червня 1943 року знову відправлений в резерв ОКГ. 31 травня 1944 року звільнений у відставку. Наклав на себе руки.

## Звання
- Лейтенант (22 березня 1900)
- Оберлейтенант (18 жовтня 1909)
- Гауптман (18 грудня 1913)
- Майор (1 листопада 1922)
- Оберстлейтенант (1 квітня 1928)
- Оберст (1 квітня 1937)
- Генерал-майор (1 червня 1942)

## Нагороди
- Почесний хрест ветерана війни з мечами
- Медаль «За вислугу років у Вермахті» 4-го, 3-го, 2-го і 1-го класу (25 років)